# Euancala maculatissima
Euancala maculatissima är en tvåvingeart som först beskrevs av Macquart 1838.  Euancala maculatissima ingår i släktet Euancala och familjen bromsar. Inga underarter finns listade i Catalogue of Life.